# 荆棘冠冕 (卡拉瓦乔,维也纳)
《荆棘冠冕》（義大利語：Incoronazione di spine）是意大利 巴洛克大师卡拉瓦乔的一幅油画作品，大约创作于 1602/1604 年或 1607 年左右，现藏于奥地利维也纳的艺术史博物馆。1809 年由奥地利大使路德维希·冯·莱布策尔特男爵在罗马收购，1816 年将其带回维也纳  。